# Köhlen (Luckau)
Köhlen ist ein Ortsteil der Gemeinde Luckau (Wendland) im Landkreis Lüchow-Dannenberg in Niedersachsen. 

## Beschreibung
Das Rundlingsdorf liegt an der Landesstraße L 261 nördlich des Kernbereichs von Luckau zwischen der nördlich verlaufenden B 493 und der B 71. Südöstlich von Köhlen liegen das 25 ha große Naturschutzgebiet Salzfloragebiet bei Schreyahn und das 124 ha große Naturschutzgebiet Luckauer Holz.

Köhlen
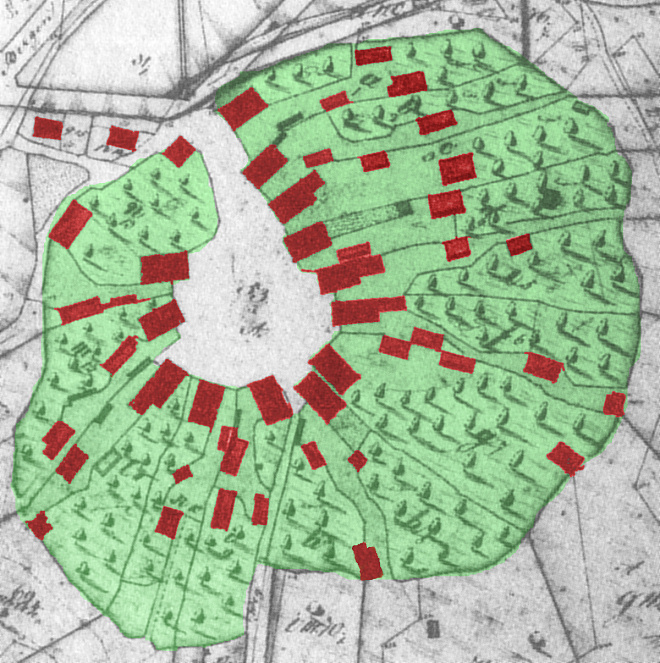
Grundriss des Rundlingsdorfes, 1830
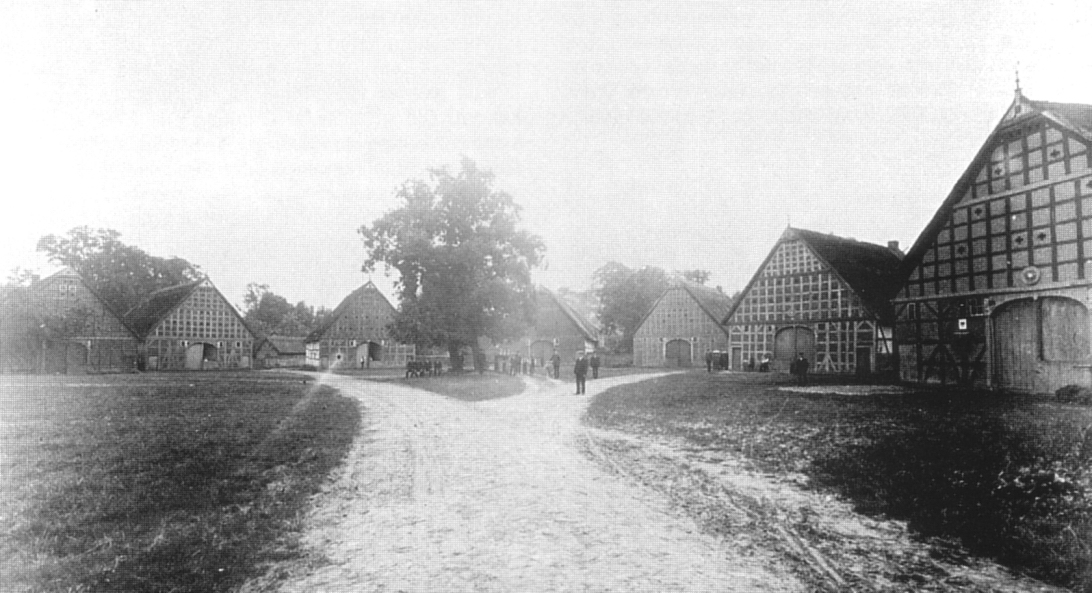
Ortsansicht um 1900

## Geschichte
Am 1. Juli 1972 wurde Köhlen in die Gemeinde Luckau eingegliedert.